# Manyizsa Dalerovna Hamrojeva
Manyizsa Dalerovna Hamrojeva (művésznevén: Manizha vagy Manizha Sangin, oroszul: Манижа Далеровна Сангин, tádzsikul: Манижа Далеровна Ҳамроева) (Dusanbe, 1991. július 8. –) tádzsik–orosz énekesnő, dalszerző. Ő képviseli Oroszországot a 2021-es Eurovíziós Dalfesztiválon Russian Woman című dalával.
Ő az első tádzsik származású előadó, aki részt vesz az Eurovíziós Dalfesztiválon.

## Magánélete
Manyizsa 1991. július 8-án született Dusanbében. Szülei elváltak, édesanyja pszichológus és ruhatervező, míg édesapja orvos. Édesapja nem szerette volna, hogy lánya énekes karrierbe kezdjen muszlim vallása miatt. Nagymamája egy tádzsik író és újságíró volt, akinek emlékműt állítottak Hudzsandban. Dédanyja volt az egyik első nő Tádzsikisztánban, aki levette hidzsábját azért, hogy saját karriert kezdjen. Emiatt gyermekeit elvették gondozásából, bár később visszatérhetett hozzá. Manizha megváltoztatta vezetéknevét Khamrayeváról Sanginra, hogy megtisztelje nagymamáját, aki az elsők között ösztönözte karrierjének folytatására.
1994-ben Manyizsa és családja a tádzsik polgárháború miatt elmenekült az országból, majd Moszkvában telepedett le. Ezután zeneiskolában megtanult zongorázni. Később pszichológiát tanult az Orosz Állami Bölcsészettudományi Egyetemen.

## Zenei karrierje
Manyizsa 2003-ban kezdte karrierjét, gyermekénekesként. 2007-ben csatlakozott a Ru.Kola formációhoz, 2011-ben pedig az Assai, majd később, a Krip De Shinhez, amelyet Assai volt tagjaival együtt alakítottak meg. A saját és az együttes közötti különbségek miatt később az együttes elhagyása mellett döntött. Ezután Manizha Londonba, majd New Yorkban költözött.
2016-ban Manyizsa visszatért zenei karrierjéhez több kislemez kiadásával. A kislemezeket követően 2017 februárjában megjelent debütáló stúdióalbuma, a Manuscript. Második stúdióalbuma, a ЯIAM, 2018 márciusában jelent meg. Az album ismertetése közben Manyizsa kijelentette, hogy az album valaki „személyiségének architektúráján” alapszik. A Womanizha bemutatkozó szólójátékát később a következő évben, 2019 áprilisában adták ki.
2021-ben részt vett az orosz eurovíziós nemzeti döntőben Russian Woman című dalával. A döntőt 2021. március 8-án tartották, ahol a nézői szavazatok 39,7%-ával megnyerte a dalválasztó műsort és ő képviselhette Oroszországot a 2021-es Eurovíziós Dalfesztiválon Rotterdamban. Az Eurovíziós Dalfesztiválon a dalt először a május 18-án rendezett első elődöntőben adta elő, a fellépési sorrendben harmadikként, a szlovén Ana Soklič Amen című dala után és a svéd Tusse Voices című dala előtt. A szavazás során a harmadik helyen végzett, így továbbjutott a dalfesztivál fináléjába. A döntőben, május 22-én a fellépési sorrendben ötödikként, a belga Hooverphonic The Wrong Place című dala után és a máltai Destiny Je me casse című dala előtt lépett színre. A szakmai zsűrik szavazatai alapján a nyolcadik helyen végzett 108 ponttal, míg a közönségtől további 100 pontot kapott, így összesítésben a kilencedik helyen fejezte be a versenyt.
Máig ő az utolsó énekesnő, aki Oroszországot képviselve vett részt a dalfesztiválon, ugyanis a következő évben Oroszország ukrajnai háborújának következtében a versenyszervezők kizárták a részvételhez szükséges tévétársaságaikat.

## Diszkográfia

### Stúdióalbumok
- Manuscript (2017)
- ЯIAM (2018)

### Kislemezek
- I Love Too Much (2016)
- Little Lady (2016)
- Устал (2017)
- Hear What I Feel (2017)
- Изумруд (2017)
- Любил, как мог (2018)
- Мне легко (2018)
- Завтрак (2019)
- Сейчас дважды не случится (2019)
- Недославянка (2019)
- Vanya (2019)
- Человеку нужен человек (2020)
- Начало (2020)
- На путь воина встаю (2020)
- Город солнца (2020)
- Про тебя (20201)
- Russian Woman (2021)

### Közreműködések
- Sleepy Song (Dima Ustinov, 2016)
- Black Swan (Anya Chipovskaya, 2018)
- Akkulista (Everthe8, 2021)